# 니키 볼로스 FC
니키 볼로스 FC(그리스어: Νίκη Βόλου)는 볼로스를 연고로 하는 그리스의 축구 클럽이다. 현재는 수페르리가 2에 참가하고 있다.

## 역대 성적

### 자국 대회
- 풋볼 리그 우승

우승 (2): 1960-61, 2013-14
- 풋볼 리그 2 우승

우승 (2): 1975-76, 1995-96
- 그리스 4부 리그 우승

우승 (2): 1992-93, 2000-01

## 선수 명단

### 현역
참고: FIFA 자격 규정에 따라 소속된 국가대표팀 국기를 표시합니다. 선수는 복수의 FIFA 비회원국 국적을 가지고 있을 수 있습니다.
| 번호 | 포지션 | 국적 | 이름 |
| ---- | ------ | ---- | ---- |

| 번호 | 포지션 | 국적 | 이름                |
| ---- | ------ | ---- | ------------------- |
| 66   | FW     |      | 크리스토스 지오라스 |

## 역대 감독
| 감독                  | 임기        |
| --------------------- | ----------- |
| 스텔리오스 마놀라스   | 2012 ~ 2013 |
| 스테파노스 시로포토스 | 2016        |
| 스테파노스 시로포토스 | 2016 ~ 2018 |
| 스테파노스 시로포토스 | 2024 ~      |